# Attentati alle ambasciate di Tashkent
Il 30 luglio 2004, a Tashkent, in Uzbekistan, si verificarono tre attentati suicidi. Gli attentati presero di mira le ambasciate israeliana e statunitense e l'ufficio del procuratore capo dell'Uzbekistan. Due guardie di sicurezza uzbeke furono uccise presso l'ambasciata israeliana e altre nove persone rimasero ferite negli attentati.
Gli attentati avvennero quasi contemporaneamente intorno alle 17:00. Due uzbeki a guardia dell'ambasciata israeliana furono uccisi quando l'attentatore si avvicinò all'ingresso e vide le guardie. Una delle guardie uccise era una guardia personale dell'ambasciatore israeliano. Sette persone rimasero ferite nell'attentato all'ufficio del procuratore capo e altre due all'ambasciata degli Stati Uniti. Nessuno statunitense o israeliano fu ferito negli attentati.
Gli attentati avvenunero poco dopo che 15 sospetti membri di al-Qaeda furono processati per aver organizzato una serie di attentati all'inizio del 2004 che uccisero 47 persone (per lo più militanti) e aver cospirato per rovesciare il governo uzbeko.
L'Unione della Jihad islamica rivendicò gli attacchi. Anche Al-Qaeda e il Movimento Islamico dell'Uzbekistan furono sospettate di essere coinvolte negli attacchi.